# Rose Angèle Faye
Pour les articles homonymes, voir Faye.
Rose Angèle Faye, dite Fayerose, née en 1980 à Thiès (Sénégal), est une entrepreneuse franco-sénégalaise, fondatrice des  marques Fayerose, Rosaluxe, Okiin, et Okiinsen. Elle est expert en marketing, management des industries du luxe et de la mode.[réf. nécessaire]
Elle est très engagée pour les causes humanitaires.[réf. nécessaire]

## Biographie
À Yenguélé, son village d'origine au Sénégal, elle passe son enfance au sein d’une famille nombreuse de six frères et sœurs. Elle grandit dans plusieurs régions de son pays, au rythme des affectations de son père instituteur. Elle est notamment élève à l'école Mariama Bâ, sur l'île de Gorée. Au lycée, elle milite pour les conditions de développement de son village et est officieusement nommée ambassadrice de la paix par l'ambassadeur d’Israël au Sénégal et André Sonko, ministre de l’Éducation nationale.
Elle poursuit ses études en France, à l'ICN Business School à Nancy cadre en commerce et en gestion et à l'Institut supérieur des sciences, techniques et économie commerciales à Paris, où elle obtient un troisième cycle en marketing & management des industries du luxe et de la mode.

## Vie professionnelle
En 2004 Rose Faye intègre Lorraine cosmétiques au service Export, Hôtels et Luxe.
En 2005,  elle conceptualise une école de commerce à but social l'« Université internationales des diaspora africaines». 
En Europe, elle aide Jean-Claude Grass, directeur des programmes, et Maxime Koromyslow à créer le master « Luxe et design »  à l’ICN Business School. 
En 2009, elle devient chargée de mission du département Export et design, chez Lorraine Terre de Luxe. La même année, elle imagine le concours de la « Chambre la plus luxueuse du monde ». Elle associe, l'École des beaux-arts, l’École des mines et les chambres de commerce.
Le 9 juillet 2010, Rose Angèle Faye crée une société à 2 pôles : les produits cosmétiques sont commercialisés sous la marque Rosaluxe, et les cosmétiques et le parfum sous la marque Fayerose. Ses produits sont manufacturés par Lorraine cosmétiques.
De 2012 à 2014, elle est membre du Conseil de développement durable du Grand Nancy. 
De 2014 à 2022, en plus ses activités professionnelles, Rose Angèle mène plusieurs œuvres humanitaires.

## Prix et récompenses
- Ambassadrice de la paix, décerné par Doran Grossmann, l’ambassadeur d’Israël au Sénégal et André Sonko, ministre de l’Éducation nationale (1999)[2]
- Lauréate au Concours Entreprendre (2011)[6]
- Lauréate du Trophée LCL / Est républicain des « Femmes qui font bouger la Lorraine » (2011). Avec l'argent gagné elle construit un dispensaire à Yenguélé[7].
- Finaliste 3i Lorraine du Concours Entreprendre (2012)
- Lauréate du Nancy Cauri de l’entreprise (juin 2013)
- Prix Ragnée national de la jeune créatrice à Dakar, Sénégal (juin 2014)
- Prix Ragnée de la femme chef d’entreprise à Dakar, Sénégal (juin 2015)
- Prix Calebasse de l'Excellence, Mécène de la Diaspora au Pavillon Gabriel à Paris 2016
- Icône de l'année au Sénégal par dakarmidi 2017
- Prix Ragnee spécial pour service rendu à la Nation, Senegal 2018

## Actions humanitaires
En 2017, elle offre un dispensaire et une bibliothèque au village de Yenguélé, tous les deux hautement équipés avec partenaires ALPY et HAI.
- Équipements de l'hôpital militaire de Ouakam
- Équipement de l'hôpital Principal de Dakar
- Equipement de Yenguélé, Touba, Tivaoune, Fatick, Gossas, Ziguinchor, Diourbel, Mekhé,Koki, Niakhar, Yenguélé, Bicole, Diarrekh, Dagana, Richart Toll, Diakhate, Fimela, Joal Palmarin, Diafat, Ngayokheme, Tellayargouye,Dioffior...

En 2014, elle initie et met en place d’un projet permettant avec l’ONG Hôpital assistance international de doter des structures de matériels médicaux, paramédicaux, et roulants, dans plusieurs régions et localités du Sénégal pour une valeur estimée à 18 milliards de Francs CFA.[réf. nécessaire] Elle joue un rôle de conseil et d'intermédiaire entre le président de L’ONG reconnue d’utilité publique par Unesco et les différentes autorités du Sénégal ,.